# Artur Simon
Artur Kurt Simon (* 6. Mai 1938 in Wesermünde, heute Bremerhaven; † 1. August 2022 in Berlin) war ein deutscher Musikethnologe, dessen Forschungsschwerpunkte in Ägypten, Sudan, Kamerun und in Sumatra lagen. Von 1972 bis 2003 leitete er das Berliner Phonogramm-Archiv. Neben über 100 musikwissenschaftlichen Artikeln veröffentlichte er als Herausgeber musikethnologische Tonaufnahmen und produzierte Dokumentarfilme.

## Leben
Nach dem Abitur in Bremerhaven schrieb sich Simon 1959 für Physik und Chemie an der Universität Göttingen ein. Bald wechselte er an die Universität Hamburg, um dort bis 1968 Musikwissenschaft bei Hans Hickmann und Hans-Peter Reinecke sowie Ethnologie, Anglistik und Arabisch zu studieren. Er spielte nebenher in Jazzbands und arrangierte Tanzmusikkompositionen. 1959/60 absolvierte Simon die Fachklasse Klavierspiel an der Hochschule für Musik und Theater Hamburg. 1971 beendete er sein Studium mit einer Dissertation über ägyptische Volksmusik.
Von 1972 bis 2003 war Simon Leiter der Abteilung Musikethnologie am Ethnologischen Museum in Berlin und betreute dort das Phonogramm-Archiv. Das von Carl Stumpf und Erich Moritz von Hornbostel 1904 gegründete Musikarchiv beherbergte im Jahr 2006 über 160.000 Tonaufnahmen. Simon übernahm diese Position als Nachfolger von Dieter Christensen und entwickelte das Archiv weiter durch Ankäufe für die Musikinstrumentensammlung mit Ensembles aus Afrika und Asien. Des Weiteren konnte er eine Reihe von Schallplatten- und CD-Produktionen sowie Buchveröffentlichungen herausgeben. Ab 1984 unterrichtete er zusätzlich als Honorarprofessor an der Hochschule der Künste Berlin (heute Universität der Künste).

## Wissenschaftliche Arbeit
Im Zentrum von Simons Feldforschungen stand die volkstümliche Unterhaltungsmusik und die rituelle Musik in ihrem kulturellen Zusammenhang. 1972/73 hielt er sich im Anschluss an seine Dissertation in Ägypten auf und über die folgenden beiden Jahre für eine längere Zeit im Sudan. Seine hieraus resultierenden Veröffentlichungen behandeln unter anderem die muslimische nubische Kultur von Oberägypten und Nordsudan. Ein Teil der Aufnahmen von 1973/74 mit nubischer Musik aus den vier Regionen: um Wadi Halfa im Norden, am Nil aufwärts um Abri, Delgo nördlich Kerma und Dongola als der vierten Region wurde 1980 als Doppel-LP und 1998 als Doppel-CD veröffentlicht. Die einzigen nubischen Musikinstrumente der ansonsten kulturell reichen Region sind die den Gesang der Männer begleitende Schalenleier kisir und die Rahmentrommel tār, die Frauen rhythmisieren ihren Gesang nur durch Händeklatschen, die kleine Tontrommel daluka oder Blechkanister.
Simon unternahm in den Jahren 1980, 1982 und 2003 weitere Reisen in den Sudan. Musikalisch herausragend ist eine CD-Produktion aus dem Jahr 2002 des zeremoniellen Ensembles von zehn Eintontrompeten (waza) der Berta an der sudanesisch-äthiopischen Grenze.
Forschungsreisen in andere Gebiete Afrikas führten Simon 1984 nach Kamerun, Togo und Nigeria, 1990 wieder nach Kamerun und nach Nigeria 1986, 1988, 1989 und 2001. Zu den epischen Gesängen der kamerunischen Kerbstegzither mvet und der Musik des kamerunischen Xylophons mendzan, die Simons Nachfolger am Phonogramm-Archiv, Lars-Christian Koch, im Jahr 2005 auf einer CD herausbrachte, verfasste Simon den Begleittext.
Ein geographisch weit entfernter Forschungsschwerpunkt war Indonesien mit längeren Aufenthalten 1976, 1978 und 1981 im Norden Sumatras und 1978 bis 1981 auf Java. 1976 war er im Rahmen eines Programms der Deutschen Forschungsgemeinschaft auch im Bergland von Westneuguinea. Bei den verschiedenen Batak-Gruppen auf Sumatra und bei anderen Ethnien auf der Insel Borneo untersuchte er die altreligiösen Vorstellungen und vor allem Besessenheitszeremonien, wie es sie in Form des volksislamischen Zar-Kults auch im Sudan gibt. In Ägypten waren die Dhikr-Gebetsrituale ein Thema.
Darüber hinaus veröffentlichte Simon musikethnologische Einführungen, Texte zu methodologischen Fragen, zur Aufführungspraxis und zu instrumentenkundlichen Themen. Mehrere Dokumentarfilme über Rituale und Musikinstrumente der Batak entstanden zusammen mit dem Kameramann Franz Simon.
Artur Simon war Mitglied im International Council for Traditional Music (ICTM) und in der Vereinigung für Afrikawissenschaften in Deutschland (VAD). Außerdem war er Ehrenmitglied in der Gesellschaft für Musikforschung (GfM). Von 1986 bis 1996 war er Mitglied im Arbeitskreis Studium Populärer Musik (ASPM), von 1975 bis 1987 in der Internationalen Gesellschaft für Musikwissenschaft (IGMW) und von 1969 bis 1988 in der Internationalen Gesellschaft für Jazzforschung.

## Werke (Auswahl)
Selbstständige Werke
- Studien zur ägyptischen Volksmusik. (Dissertation) 2 Bände. Verlag der Musikalienhandlung Karl Dieter Wagner, Hamburg 1972
- Ethnomusikologie: Aspekte, Methoden und Ziele. Simon Verlag für Bibliothekswissen, Berlin 2008
- Kisir und Tanbūra. Dahab Khalil, ein nubischer Musiker von Saï, im Gespräch mit Artur Simon aus Berlin. Simon-Verlag für Bibliothekswissen, Berlin 2012

Aufsätze
- Ein Krankenheilungsritus der Digo aus musikethnologischer Sicht. In: Vereinigung der Afrikanisten in Deutschland (Hrsg.): Probleme interdisziplinärer Afrikanistik. Hamburg 1970, S. 107–125
- Dahab – ein blinder Sänger Nubiens. Musik und Gesellschaft im Nordsudan. In: Baessler-Archiv N.F. 23. Berlin 1975, S. 154–194 (Nachdruck in A. Simon (Hrsg.): Musik in Afrika. Berlin 1983, S. 260–283)
- Islamische und afrikanische Elemente in der Musik des Nordsudan am Beispiel des Dikr. Hamburger Jahrbuch für Musikwissenschaft 1. Hamburg 1975, S. 249–278
- Zur Oboen-Trommelmusik in Ägypten. In: Max Peter Baumann, Rudolf Maria Brandl, Kurt Reinhard (Hrsg.): Neue ethnomusikologische Forschungen. (Festschrift Felix Hoerburger) Regensburg 1977, S. 153–166
- Feldforschungen im östlichen Hochland von West-Irian (Neuguinea). Mitteilungen der Deutschen Gesellschaft für Musik des Orients 14. Hamburg 1977, S. 91–94
- Feldforschungen bei den Batak (Nordsumatra) und auf Nias. Mitteilungen der Deutschen Gesellschaft für Musik des Orients 14. Hamburg 1977, S. 95–98
- Types and Functions of Music in the Eastern Highlands of West-Irian (New Guinea). Ethnomusicology 2,3. 1978, S. 441–455
- Probleme, Methoden und Ziele der Ethnomusikologie. Jahrbuch für musikalische Volks- und Völkerkunde 9, 1978, S. 8–52 (Nachdruck in: The Garland Library of Readings in Ethnomusicology. Vol. 1. New York/London 1990, S. 280–324)
- Altreligiöse und soziale Zeremonien der Batak (Nordsumatra). In: Zeitschrift für Ethnologie, 107, 2, 1982, S. 177–206
- Musik in afrikanischen Besessenheitsriten. In: A. Simon (Hrsg.): Musik in Afrika. Berlin 1983, S. 284–296
- Islam und Musik in Afrika. In: A. Simon (Hrsg.): Musik in Afrika. Berlin 1983, S. 297–309
- Functional Changes in Batak Traditional Music and its Role in Modern Indonesian Society. Asian Music 15,2. 1984, S. 58–66
- Einführung in die Musikethnologie. Fernuniversität Hagen 1982. In: E. Kreft (Hrsg.): Lehrbuch der Musikwissenschaft. Düsseldorf 1985, S. 533–620
- The Terminology of Batak Instrumental Music in Northern Sumatra. In: Yearbook for Traditional Music, 17, 1985, S. 113–145
- Afrikanische und indonesische Musik zwischen Tradition und Pop. (PDF; 1,3 MB) Arbeitskreis Studium populärer Musik / ASPM (Hrsg.): Beiträge zur Popularmusikforschung 2. Hamburg 1987. S. 5–14
- Social and Religious Functions of Batak Ceremonial Music. In: R. Carle (Hrsg.): Cultures and Societies of North Sumatra. Berlin/Hamburg 1987, S. 337–349
- Musical Traditions, Islam and Cultural Identity in the Sudan. Wolfgang Bender (Hrsg.): Perspectives on African Music. (Bayreuth African Studies Series 9). Bayreuth 1989, S. 25–41
- Trumpet and Flute Ensembles of the Berta People in the Sudan. In: Jacqueline Cogdell Djedje, W. G. Carter (Hrsg.): African Musicology. Current Trends. A Festschrift presented to J. H. Kwabena Nketia. Band 1. African Studies Center u. a., Los Angeles CA 1989,  S. 183–217
- Synkretismus und kulturelle Identität in den Musikkulturen Indonesiens. In: P. Petersen (Hrsg.): Musik Kultur Geschichte. Festschrift für Constantin Floros. Breitkopf und Härtel, Wiesbaden 1990, S. 527–542
- Klangkonzeptionen und Kulturanthropologie. In: Klaus-Ernst Behne, Ekkehard Jost u. a. (Hrsg.): Musikwissenschaft als Kulturwissenschaft. Festschrift zum 65. Geburtstag von Hans-Peter Reinecke. Regensburg 1991, S. 197–215
- The Bornu Music Documentation Project. Applied Ethnomusicology and Cultural Cooperation in Northern Nigeria. In: Max Peter Baumann (Hrsg.): Music in the Dialogue of Culture: Traditional Music and Cultural Policy. Wilhelmshaven 1991, S. 199–204
- Avi Pwasi, eine Musikerpersönlichkeit aus Borno in Interview und Selbstdarstellung. In: August Schmidhofer, D. Schüller (Hrsg.): For Gerhard Kubik: Festschrift on the occasion of his 60th birthday. Frankfurt am Main 1994, S. 83–145
- Musical Instruments of Indonesia and their Historical Relations to other Cultures. In: K.W. Niemöller, U. Pätzold, Ch. Kyo-chul (Hrsg.): „Lux Oriente“. Begegnungen der Kulturen in der Musikforschung. Festschrift Robert Günther zum 65. Geburtstag. Kassel 1995, S. 477–492
- Quo vadis (Ethno)musikologie? Einige Überlegungen zu Zielen und Methoden sowie ihren Implikationen für eine moderne Musikwissenschaft. In: Ch.-H. Mahling, St. Münch (Hrsg.): Ethnomusikologie und historische Musikwissenschaft – Gemeinsame Ziele, gleiche Methoden? Erich Stockmann zum 70. Geburtstag. Tutzing 1997, S. 128–138
- Zur Musik der Berta – Feldforschungen im Sudan. In: P. Petersen, H. Rösing (Hrsg.): 50 Jahre Musikwissenschaftliches Institut in Hamburg. Bestandsaufnahme – aktuelle Forschung – Ausblick. In: Hamburger Jahrbuch für Musikwissenschaft, 16,. 1999, S. 151–168
- Die Überlieferung der ungeschriebenen Musik. In: Gereon Sievernich, Hendrik Budde (Hrsg.): 7 – Hügel – Bilder und Zeichen des 21. Jahrhunderts VI. Berlin 2000, S. 90–96
- The Concept of the Berlin Phonogramm-Archiv and the Preservation of Unwritten Music. In: Gabriele Berlin, Artur Simon (Hrsg.): Music Archiving in the World. Papers presented at the conference on the 100th anniversary of the Berlin Phonogramm-Archiv. Berlin 2002, S. 32–36
- Recordings of the Music in Borno, North-eastern State of Nigeria. In: Bernd Hoffmann, Franz Kerschbaumer, Franz Krieger, Thomas Phleps (Hrsg.): Festschrift Ekkehard Jost. Jazzforschung / Jazz Research 34. Graz 2002, S. 215–230

Lexikonartikel
- Musikethnologische Abteilung, Bogenharfe, Spießlaute, Vina, Schneckentrompeten, Bechertrommel, Kurzhalslauten, Quertrompete, Leier. In: Belser Kunstbibliothek. Die Meisterwerke aus dem Museum für Völkerkunde. Bd. 2. Stuttgart/Zürich 1980, S. 106–120, Tafeln 46–53
- Musik. In: Bernhard Streck (Hrsg.): Wörterbuch der Ethnologie. Köln 1987
- Afrika südlich der Sahara II.,III.2–7,9,IV.2,5,6. In: Ludwig Finscher (Hrsg.): Die Musik in Geschichte und Gegenwart (MGG). 2. neubearbeitete Ausgabe, Sachteil 1. Kassel/Stuttgart 1994, Sp. 75–170
- Doppelrohrblattinstrumente. In: MGG. Sachteil 2. Kassel/Stuttgart 1995, Sp. 1405–1428
- Improvisation (Musikethnologie). In: MGG. Sachteil 4. Kassel/Stuttgart 1996, Sp. 600–604/611
- Indonesien (IV. Sumatra / VI. Popularmusik und überregionale Formen). In: MGG. Sachteil 4. Kassel/Stuttgart 1996, Sp. 824–838, 843–845, 851f
- Mehrstimmigkeit. (A. Einleitung und Systematik). In: MGG. Sachteil 5. Kassel/Stuttgart 1996, Sp. 1766–1772
- Modale Melodiekonzepte (I. Einleitung). In: MGG. Sachteil 6. Kassel/Stuttgart 1997, Sp. 354–356.
- Musikethnologie heute. In: MGG. Sachteil 6. Kassel/Stuttgart 1997, Sp. 1262–1265, 1267–1270, 1278–1279, 1280–1291
- Ozeanien (I. Einleitung; II. Melanesien). In: MGG. Sachteil 7. Kassel/Stuttgart 1997, Sp. 1271–1293
- Music in the Sudan. Ruth M. Stone (Hrsg.): Africa. The Garland Encyclopedia of World Music I. New York/London 1998, S. 549–573
- A Highland People: the Eipo. In: Adrienne L. Kaeppler, Jacob W. Love (Hrsg.): Irian Jaya Province of Indonesia, Australia and the Pacific Islands. The Garland Encyclopedia of the World Music 9. New York/London 1998, S. 591–595
- Sudan. In: The New Grove Dictionary of Music and Musicians. Volume 24. London 2001, S. 653–659

Als Herausgeber
- Das Berliner Phonogramm-Archiv. Sammlungen der traditionellen Musik der Welt. Verlag für Wissenschaft und Bildung, Berlin 2000
- Musik in Afrika. 20 Beiträge zur Kenntnis traditioneller afrikanischer Musikkulturen. Veröffentlichungen des Museums für Völkerkunde N.F.40. Berlin 1983

## Diskographie
Als Herausgeber von Berliner Phonogramm-Archiv – Historische Klangdokumente:
- Walzenaufnahmen japanischer Musik (1901–1913). 2003 (BPhA-WA 1)

Zu der von Artur Simon herausgegebenen CD-Reihe Museum Collection Berlin gehören folgende eigene Aufnahmen:
- Mit Eckehart Royl: Musik aus dem Bergland West-Neuguineas (Irian Jaya). Sechs CDs, 1993 (Serie CD 20)
- Musik der Nubier, Nordsudan. Zwei CDs, 1998 (Serie CD 22/23)
- Instrumentalmusik der Toba- und Karo-Batak, Nordsumatra, Indonesien. Zwei CDs, 1999 (Serie CD 24/25)
- Waza. Die Musik der Berta am Blauen Nil. 2003 (SM 1708 2)
- Mit Alber Noah Messomo Begleittext zu: Mvet ai Mendzang. Die Musik der Beti in Kamerun. Herausgegeben von Lars-Christian Koch, 2005 (SM 1711 2)